# Nasserismo
O Nasserismo é uma ideologia política nacionalista árabe baseada nos pensamentos do antigo presidente egípcio Gamal Abdel Nasser. Teve grande influência nos países árabes, nos movimentos pan-Arábicos e terceiro-mundistas na década de 1950 e 1960, e continua a ter reflexos significativos ainda hoje. Foi também apropriado por outros movimentos nacionalistas na década de 1970. Entretanto, a derrota árabe na Guerra dos Seis Dias de 1967 prejudicou consideravelmente a imagem de Nasser e da ideologia associada a ele. Durante o governo de Nasser, grupos nasseristas foram apoiados financeiramente pelo Egito, a ponto de muitos passarem a ser vistos como agentes do governo egípcio. Nasser morreu em 1970 e seu sucessor como presidente egípcio, Anwar El-Sadat, revisou ou abandonou completamente certos princípios do nasserismo.

## Origem

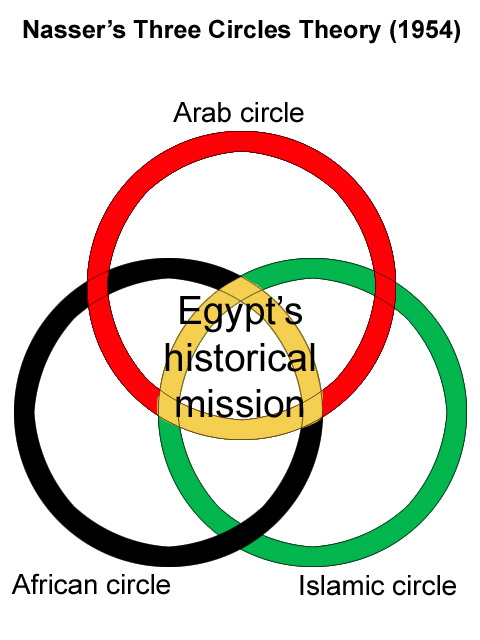
Os três círculo de culturas egípcias (árabe, africano e islâmico) na visão de Nasser.

Para Nasser, o Egito foi parte de três círculos de culturas (árabe, africano e islâmico). Por isso, a missão histórica do Egito seria a de liderar uma revolução nos três âmbitos.
Com a fragmentação política do Mundo Árabe em diversos países, portanto, criava o ambiente propício para o surgimento de novos movimentos com apelos nacionalistas, religiosos e sociais, capazes de mobilização popular que o Estado não conseguia. Um desses novos movimentos ganhou notoriedade: o nasserismo.

## Consequências
As ideias de Gamal Abdel Nasser, que tomou o poder no Egito em 1952, tiveram grande influência no Mundo Árabe e ficaram conhecidas pelo nome de socialismo árabe. Isto porque ele defendia um estado forte, controlador dos meios de produção e redistribuição de renda e ainda fundamentava suas ações na unidade árabe como forma de gerar apoio popular.  O nasserismo teve grande repercussão nos países árabes que passaram a ver em Nasser e no Egito seus líderes. Ademais, a posse do petróleo e as riquezas advindas de sua exploração ajudavam no fortalecimento do senso de nação árabe.

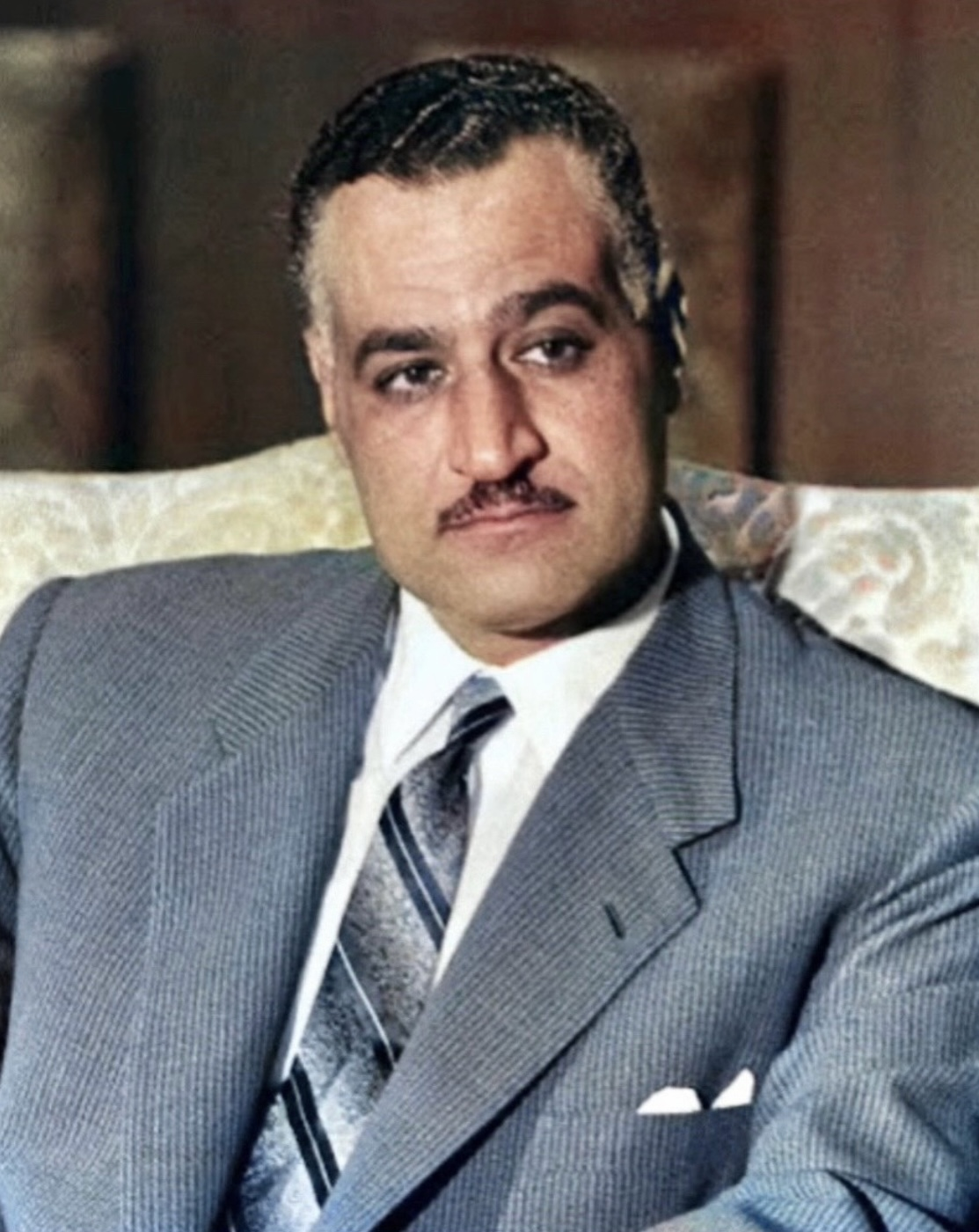
Nasser, 1961

A influência do nasserismo colocou Nasser e o Egito na posição de grandes defensores dos árabes na questão árabe-israelense. As negociações sobre o tema entre Israel e Egito trariam, na visão de Nasser, sucesso político e seu país se afirmaria como líder na região. Até mesmo a Organização para a Libertação da Palestina (OLP), criada em 1964, estava sob influência egípcia. Contudo, os limites do nasserismo ficaram evidentes com a Guerra de 1967. Esse foi o momento em que alguns fatores confluíram e levaram o Egito à derrota militar e à decadência do nasserismo.
Do ponto de vista interno do mundo árabe, o nasserismo influenciou o surgimento de alguns grupos, dentre eles, o Partido Ba'th na Síria. Esse Partido defendia, segundo Albert Hourani, a ideia de que uma nação árabe deveria "(…) viver num único Estado unido" . Essas ideias, posteriormente, chegaram também ao Iraque e ao Líbano.. Outros grupos, especialmente o Fatah, apoiado pela Síria, começaram a atacar Israel. Além disso, o Egito apoiava movimentos revolucionários pró-nasseristas nos países que reagiam a esse movimento, tais como Transjordânia e Arábia Saudita, por exemplo.
Do ponto de vista externo, o Egito de Nasser, apesar de se dizer líder da causa árabe contra Israel, evitava uma confrontação direta com esse país. Os países árabes, especialmente o Egito, precisariam travar uma guerra definitiva contra Israel para conseguir estabelecer o Estado árabe na Palestina. Contudo, segundo afirmava Nasser, essa tarefa demandava planejamento e preparação cuidadosos, em especial no que se refere à modernização dos exércitos e à posse de quantidade suficiente de armamentos. Essa tarefa se fazia necessária antes de qualquer enfrentamento, porque Israel, já naquela época, possuía poder militar suficiente para dissuadir um ataque dos países árabes. Entretanto, essa situação mudou dramaticamente no início de 1967.

### Guerra dos Seis Dias
O governo israelense passou a considerar a possibilidade de uma ação retaliatória contra a Síria em função do apoio que esse país dava a grupos que atacavam Israel. No dia 7 de abril de 1967, Israel promoveu ataques aéreos contra alvos sírios em reação aos ataques desses grupos. Contudo, Israel ameaçava empreender uma ação retaliatória mais contundente contra a Síria do que aquela de abril. Em maio, o então primeiro-ministro israelense Levi Eshkol (1963-1969) advertiu que "Israel pode ter que responder [às provocações sírias] numa escala muito maior do que aquela do dia 7 de abril.". A manifestação mais agressiva, porém, veio do então chefe de gabinete (chief of staff) das Forças de Defesa de Israel (FDI), Yitzhak Rabin, que afirmou que Israel deveria empreender um ataque expressivo.
Em junho de 1967 ocorre então a Guerra dos Seis Dias, onde Israel ataca o Egito, a Síria, o Iraque e a Jordânia. Com a vitória israelense que levou o Egito à derrota militar, o nasserismo então entrou em decadência.